# Pendulothecium
Pendulothecium là một chi rêu trong họ Neckeraceae.